# Мосинжпроект
АО «Мосинжпроект» — российская инжиниринговая компания, с 2011 года выполняет функции технического заказчика, генерального проектировщика и генерального подрядчика на строительстве новых станций Московского метрополитена. Штаб-квартира находится в Москве.

## История

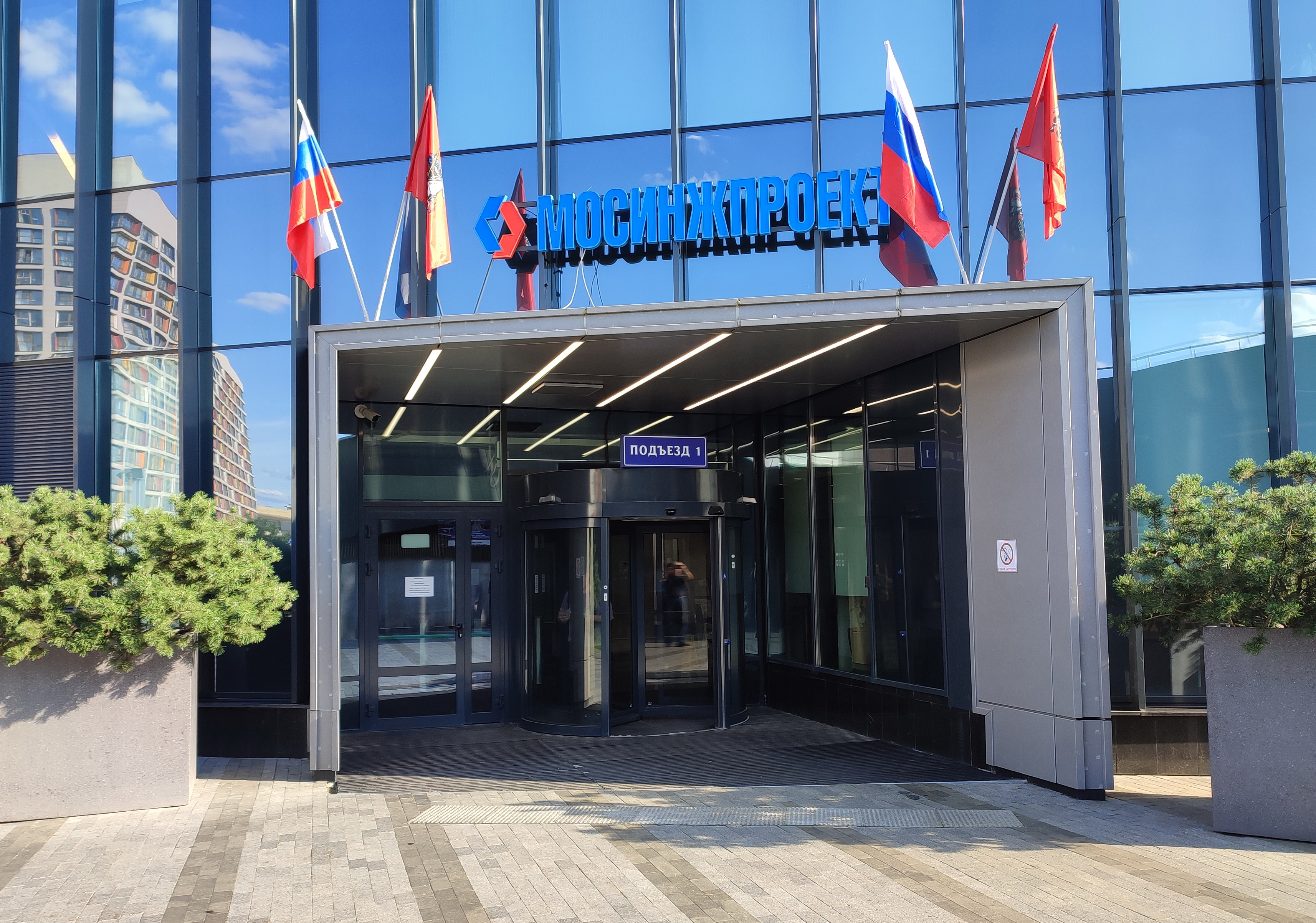
Один из входов в офис АО «Мосинжпроект» на Ходынском бульваре, со стороны входа на станцию метро «ЦСКА»

Институт «Мосинжпроект» был образован в 1958 году объединением институтов «Мосподземпроект» и «Дормостпроект». Первым директором и фактическим основателем «Мосинжпроекта» стал Игорь Николаевич Муравьёв.
Институт занимался преимущественно проектированием инженерных коммуникаций, мостов, тоннелей, эстакад, а также дорог и других инфраструктурных объектов. Также «Мосинжпроект» участвовал в разработке генеральной схемы канализации Москвы и в газификации города. В 2010 году ГУП «Мосинжпроект» был акционирован. После назначения мэром Москвы Сергея Собянина представители московского правительства неоднократно заявляли, что стремятся создать на базе «Мосинжпроекта» крупную государственную инжиниринговую компанию.
Новый значимый этап в развитии «Мосинжпроекта» начался с реализации программы развития транспортной инфраструктуры Москвы.
С 2012 года «Мосинжпроект» активно участвует в развитии улично-дорожной сети Москвы: компания выступает генеральным проектировщиком реконструкции 12 вылетных магистралей, 9 транспортных развязок на МКАД, инженеры компании проектируют участки Северо-Западной хорды.
В декабре 2013 года «Мосинжпроект» выиграл конкурс на реконструкцию Большой спортивной арены «Лужники» — главного стадиона Чемпионата мира по футболу, который прошёл в России в 2018 году. Используя опыт строительства спортивных сооружений для Летней Универсиады 2013 в Казани, специалисты компании привели «Лужники» к стандартам FIFA.
Для совершенствования научной базы в 2013 году в составе «Мосинжпроекта» образован Научно-исследовательский и производственный институт транспортных сооружений.
С 27 ноября 2014 года ОАО «Институт по изысканиям и проектированию инженерных сооружений „Мосинжпроект“» реорганизовано в АО «Мосинжпроект».

## Собственники и руководство
100 % акций компании принадлежат Правительству Москвы. Генеральный директор — Гаман Максим Федорович.

## Деятельность

### Инжиниринг
АО «Мосинжпроект» предоставляет комплекс услуг, включающий в себя реализацию объектов полного цикла: начиная от формирования технико-экономических показателей и заканчивая сдачей объекта в эксплуатацию. Компания решает задачи проектирования под заданную стоимость, оптимизации комплексной стоимости проекта, формирования общей производственной программы реализации на несколько лет.
АО «Мосинжпроект», как EPC/EPCM-компания, осуществляет:
- организацию и управление проектированием, строительством и материально-техническим обеспечением (комплектацией);
- финансовое и юридическое сопровождение строительно-монтажных и проектно-изыскательских работ;
- подбор и координацию действий субподрядчиков;
- предпроектные работы (ситуационный анализ, разработка концепции, подготовка техническо-коммерческой и тендерной документации);
- проектные работы (разработка проектно-сметной документации);
- обеспечение материально-техническими ресурсами (комплектация, закупка, поставка);
- строительно-монтажные и пусконаладочные работы;
- авторский и технический надзор за строительством и ввод объекта в эксплуатацию с последующим гарантийным обслуживанием.

Применение инжинирингово-строительной концепции за счет единой структуры управления инвестиционно-строительными проектами с общим административным, финансовым и инжиниринговым центром внутри АО «Мосинжпроект» предоставляет заказчику ряд преимуществ:
- уменьшение общего срока реализации инвестиционно-строительного проекта;
- снижение затрат за счет комплексного обеспечения материально-техническими ресурсами по сравнению с рыночными предложениями традиционных генподрядчиков;
- возможность контроля хода выполнения проекта;
- комплексное управление рисками проекта.

### Изыскания и проектирование
«Мосинжпроект» осуществляет комплексность проектирования всей инженерной инфраструктуры. Специалисты компании осуществляют работы по проектированию широкого спектра объектов социальной инфраструктуры (общественных и административных зданий, деловых и офисных комплексов, гостиниц и жилых зданий), дорожно-транспортной инфраструктуры (мостов, эстакад, транспортных и пешеходных тоннелей, метрополитена, транспортно-пересадочных узлов и пр.), подземных коммуникаций (сетей электро-, газо-, водо- и теплоснабжения и пр.), сетей связи и радио, уличного освещения и пр., гидротехнических сооружений и дренажных насосных станций, а также сопутствующих мероприятий (в том числе по охране окружающей среды и защите зелёных насаждений; защите подземных коммуникаций от электрохимических коррозий; диспетчеризации и сигнализации загазованности коллекторов). В компании создают архитектурные концепции, архитектурно-градостроительные решения по всем перечисленным направлениям.

### Научно-исследовательская деятельность
В составе АО «Мосинжпроект» действует Научно-инженерный центр освоения подземного пространства (НИЦ ОПП). Специалисты НИЦ ОПП активно участвуют не только в решении оперативных задач, связанных с проектированием и строительством метрополитена в Москве, но и актуализацией научной и нормативно-правовой базы освоения подземного пространства для её применения на территории всей России. В составе НИЦ ОПП трудится 50 специалистов высокой квалификации, в том числе 7 докторов и 8 кандидатов технических наук.
Основные направления деятельности НИЦ ОПП:
- актуализация и совершенствование нормативно-правовой базы подземного строительства;
- научно-исследовательская деятельность в области подземного строительства;
- разработка и подготовка к внедрению современных технологий подземного строительства;
- оценка влияния проектируемого строительства на окружающую природную и городскую среду;
- разработка и внедрение системы автоматизированного геотехнического мониторинга при строительстве объектов метрополитена;
- разработка рекомендаций по учету рисков (геотехнических, экономических, социальных) при строительстве и эксплуатации сооружений метрополитена;
- типизация объемно-планировочных, конструктивных и технологических решений по комплексному использованию подземного пространства;
- разработка учебных программ и учебно-методической литературы по повышению квалификации и переквалификации проектировщиков, работников строительных эксплуатационных организаций и т. д.

## Структура
В составе компании 14 мастерских (в составе дочернего предприятия ООО «Институт Мосинжпроект»), каждая из которых имеет свою специализацию. Последними были созданы мастерские № 15 и 16(переданы в структуру АО «Моспроект-3»), которые занимаются проектированием новых станций московского метрополитена и транспортно-пересадочных узлов. «Мосинжпроект» имеет доли в совместных предприятиях с белорусской и азербайджанской компаниями: ООО СП «Минскметрострой» и ООО СП «Еврасстрой». Оба предприятия получили подряды на строительство объектов Калининско-Солнцевской линии Метро международное.

## Проекты
Институт проектировал подземные коммуникации в микрорайонах Чертаново, Ясенево, Теплый Стан, Химки-Ховрино, Медведково, Измайлово, Орехово-Борисово, Бирюлево и др. В мастерской № 6 под руководством Геннадия Каплана была спроектирована большая часть Третьего транспортного кольца.

### Строительство метрополитена
В 2012 году правительство Москвы приняло программу развития московского метрополитена до 2020 года, согласно которой необходимо построить более 162 км путей, 79 станций, реконструировать 7 и построить 9 электродепо. Программа преследует сразу несколько масштабных целей: перераспределить пассажиропотоки непосредственно в самом метро, а также в целом в системе городского общественного транспорта, повысить транспортную доступность периферийных районов, «Новой Москвы» и частично — Московской области.
В 2013 году «Мосинжпроект» выиграл аукцион по выбору управляющей компании для проектирования и дальнейшего строительства 33 станций метро и 70 км путей. Сумма контракта составила 564,7 млрд руб. Других заявок на участие в аукционе не поступало. Другие компании не удовлетворяли финансовым требованиям заказчика (оборот и сумма заказов за 2012 год не менее 40 млрд руб.), либо не соответствовали требованиям по наличию опыта работы на объектах метрополитена или техническим заказчиком. Так, из-за несоответствия квалификационным требованиям в аукционе не участвовал «Мосметрострой». Заместитель мэра Москвы Марат Хуснуллин позже пояснял, что такая схема строительства метро оптимальна, а другие участники рынка смогут участвовать в работах в качестве субподрядчиков. Он же утверждал, что после того как «Мосинжпроект» стал выполнять функции генпродядчика, строительство метро значительно подешевело: в 2009—2010 годах строительство одного километра стоило 6,8 млрд руб., в 2013 году предельная стоимость снизилась до 4,5 млрд руб.

ОАО «Мосинжпроект» — со 100-процентной долей государственного капитала. И риски, и ответственность мы, считайте, взяли на себя. Генподрядчик будет один, но все крупные метростроители будут работать на субподряде, у кого насколько сил хватит. «Мосинжпроект» привлечет их на условиях конкурса в рамках 223-ФЗ.— РБК daily
Непосредственно «Мосинжпроект» проектирует Некрасовскую линию, её протяженность составит 18 км. На линии планируется строительство 8 станций мелкого заложения на глубине 12-18 м. Проектированием и строительством других линий метрополитена занимаются субподрядчики: «Мосметрострой», «Метрогипротранс», «Казметрострой», «Ингеоком», «Трансинжстрой», «Бамтоннельстрой».

### Дорожное строительство
«Мосинжпроект» осуществляет генеральное проектирование и функции технического заказчика при реконструкции 12 вылетных магистралей и их развязок с МКАД, проектирование участков Северо-Западной и Северо-Восточной хорд. Реконструкция вылетных магистралей является одним из приоритетных направлений по реформированию дорожно-транспортной системы Москвы. В общей сложности по программе Правительства Москвы будет реконструировано 270 км радиальных шоссе и проспектов. Реконструкция 12 вылетных магистралей осуществляется по проектам, разработанным инженерами «Мосинжпроекта».
После завершения программы реконструкции на вылетных магистралях появятся 12 км карманов для заезда общественного транспорта, 55 км дополнительных дорог-дублеров, 78 подземных и 28 надземных пешеходных переходов, новые тоннели, эстакады, изменится светофорное регулирование. Эти меры призваны не только повысить пропускную способность вылетных магистралей, но и обеспечить безопасность как пешеходов, так и водителей и пассажиров транспортных средств. Обустройство выделенных полос, боковых проездов и заездных карманов на магистралях способствует созданию комфортных условий для движения общественного транспорта.
В 2019 году было принято, что компания будет являться единым оператором проекта по строительству хордового кольца.

#### Реконструкция транспортных развязок на МКАД
До 2015 года в планах столичных властей модернизировать 17 транспортных развязок на МКАД, 9 из которых реконструируют по проектам, разработанным специалистами «Мосинжпроекта».
Как отмечают эксперты, «клеверные» развязки, построенные в 90-е годы, хороши для небольшого количества автомобилей, но с современной плотностью потока справляются с трудом: если пробка образуется на одном въезде на МКАД, практически сразу «встают» и остальные. После реконструкции транспортные развязки на МКАД получат прямоповоротные съезды, которые должны решить данную проблему. Также, по планам московских градостроителей, у всех крупных торговых и офисных объектов появятся дополнительные боковые проезды шириной от 2 до 4 полос с разворотными эстакадами.

### Транспортно-пересадочные узлы
«Мосинжпроект» выступает управляющей компанией по строительству 48 транспортно-пересадочных узлов в системе метрополитена. Транспортно-пересадочные узлы (ТПУ) призваны стать главным символом привлекательности общественного транспорта Москвы: в их структуре градостроители объединят метрополитен, наземный общественный транспорт, личный автомобильный транспорт.

### Другие проекты

#### Реконструкция Большой спортивной арены «Лужники»
«Мосинжпроект» выполняет функции управляющей компании по реконструкции главной арены Чемпионата мира по футболу-2018 — стадиона «Лужники». Используя опыт строительства спортивных сооружений для Универсиады-2013 в Казани, специалисты компании приводили «Лужники» к стандартам FIFA.
Обновленные «Лужники»  вмещают 81 тысячу зрителей. При этом на главной трибуне предусмотрено не менее 1700 мест для VIP-зрителей, и около 2000 мест — для прессы. Для более комфортного просмотра матчей трибуны приближены к игровому полю и изменят угол их наклона. Созданы два современных медиацентров,  5 000 парковочных мест на прилегающей территории и увеличена площадь подтрибунных помещений до 166 000 м². Футбольное поле покрыто натуральным спортивным газоном, для поддержания которого в «Лужниках» создана специальную систему полива, дренажа и подогрева. Внешний облик «Лужников» остался практически неизменным. Архитектурная концепция предполагает сохранение фасада стадиона с незначительными изменениями.

## Санкции
14 сентября 2023 года, компания включена в блокирующий санкционный список США против строительного сектора экономики России.

## Критика
Будучи генеральным подрядчиком строительства Московского метрополитена, является фигурантом уголовного дела по нецелевому расходованию средств для сокрытия недоделок новых станций путём присвоения заместителем начальника ГУП «Московский метрополитен» Дмитрием Дощатовым двух из 3 млрд рублей, выделенных на строительство и покупку на них автомобиля Toyota RAV4. Кроме того, подозревается в участии в коррупционной схеме, связанной с неоправданно высокой стоимостью при согласовании с девелоперами разрешений на строительство зданий вблизи станций метро, что, приводя к противоречиям, подлогам или ложным сведениям в технической документации, может угрожать безопасной эксплуатации Московского метрополитена.